# ユン・ソイ
ユン・ソイ（Yoon Soy、Yoon So-Yi、윤소이、1985年1月5日 - ）は、韓国の女優。ソウル特別市出身。東国大学演劇映像部卒。本名はムン・ソイ（Moon Soy）。身長172cm、体重50kg、血液型O型。 現在の所属事務所はブレス・エンターテインメント。

## 来歴
- 2001年にファッション雑誌『ecole（エコル）』でモデルとしてデビュー。
- モデルを中心として活動していたが、2004年から本格的に女優活動を開始。韓国映画の『ARAHAN/アラハン』と『無影剣〜SHADOWLESS SWORD〜』に出演して、アクション女優として知られるようになる。
- 2008年には『ガラスの城』に出演して、SBS演技大賞ニュースター賞を受賞した。
- 2009年『ヒーロー』へのヒロイン出演は、負傷で降板したキム・ミンジョンに代わってのもの。[1]

## 出演

### テレビドラマ
- 愛してると云って（2004年、MBC） - ソ・ヨンチェ役
- グッバイ・ソロ（2006年、KBS） - チョン・スヒ役
- 私たちを幸せにするいくつかの質問（2007年、KBS） - ジス役
- オークションハウス（2007年、MBC） - チャ・ヨンス役
- ガラスの城（2008年、SBS） - チョン・ミンジュ役
- ヒーロー（2009年-2010年、MBC） - チュ・ジェイン役
- ペク・ドンス（2011年、SBS） - ファン・ジンジュ役
- カラー・オブ・ウーマン（2011年-2012年、Channel A） - ビョン・ソラ役
- IRIS2-アイリス2-:ラスト・ジェネレーション（2013年、KBS） - パク・テヒ役
- 天使の罠（2014年、KBS） - イ・ソニュ役
- ゴハン行こうよ2（2015年、tvN）
- ヒドゥン：身分を隠せ（2015年、tvN） - チャン・ミンジュ役
- これが人生！ケ・セラ・セラ（2016年、SBS） - ユ・セヒ役
- 品位のある彼女（2017年、JTBC）
- ケリョン仙女伝（2018年、tvN） - 巨門星イジ役
- 皇后の品格（2018年-2019年、SBS） - ソ・ガンヒ役
- 太陽の帝国（2019年、KBS） - ユン・シウォル役
- ドクター探偵（2019年、SBS） - ユン・シウォル役
- 復讐しろ（2020年、TV朝鮮） - ク・ウネ役
- 魔女は生きている（2022年、TV朝鮮） - ヤン・ジナ役

### 映画
- ARAHAN/アラハン（2004年）
- 逆転の名手（2005年）
- 無影剣 〜SHADOWLESS SWORD〜（2005年）
- 君と永遠に（2010年）

## 受賞歴
- 2008 SBS演技大賞 ニュースター賞
- 2009 第4回アジアモデルフェスティバル モデルアワード特別賞

## その他
- 2009.2 京畿道加平郡広報大使